# Erste Staffel
Die erste Staffel (russisch первый эшелон) ist ein  Element der Gefechtsgliederung der Truppen. Sie umfasst die Truppen, die zuerst das Gefecht aufnehmen und in der Regel die Hauptaufgaben der Operation zu erfüllen haben. Dabei kann eine erste Staffel auf taktischer, operativer und strategischer Ebene vorgesehen werden. Grundsätzlich umfasste die erste Staffel die Hauptmasse der Kräfte und Mittel. Eine derartige Gliederung der Truppen im Gefecht ist bzw. war in allen Armeen vorgesehen, jedoch wurde diese lediglich in der Sowjetarmee bzw. in nach deren Vorbild gegliederten und geführten Armeen ausdrücklich als erste Staffel bezeichnet. In asymmetrischen Konflikten verliert die Gefechtsgliederung in Staffeln an Bedeutung.
Eine staffelweise Gliederung von Truppen findet sich bereits in der Antike. In der Schlacht von Gaugamela stellte Alexander der Große die Phalanx der Hopliten zusammen mit Speerwerfern, Steinschleuderern und Bogenschützen in einer Linie auf. Auch in der Römischen Armee war eine Aufstellung in mehreren Treffen üblich.
In der Sowjetarmee war die Bildung einer ersten Staffel sowohl auf operativer als auch strategischer Ebene vorgesehen. Die erste Staffel auf strategischer Ebene wurde auch als Erste strategische Staffel bezeichnet. So bestand beispielsweise während des Kalten Krieges die erste strategische Staffel der Truppen des Warschauer Pakts auf dem westeuropäischen Kriegsschauplatz aus der Masse der Truppen der Gruppe der Sowjetischen Streitkräfte in Deutschland, der Nationalen Volksarmee und der Polnischen Volksarmee.
Auf operativer Ebene umfasste die erste Staffel etwa 60 % der Kräfte und Mittel. Die strategische Gruppierung der Vereinigten Streitkräfte in der Westrichtung umfasste eine erste und eine zweite operative Staffel, die jeweils aus mehreren Fronten bestand. Diese Fronten wiederum wurden ebenfalls in Staffeln untergliedert. So wurde beispielsweise die Küstenfront der Truppen des Warschauer Pakts auf dem westlichen Kriegsschauplatz in zwei Staffeln und einen Luftlandeverband gegliedert. Die erste Staffel der Front umfasste dabei die 1. und 2. Armee, die zweite Staffel die 4. Armee.
Auf taktischer Ebene umfasste die erste Staffel im Regelfall 70–90 % der Kräfte und Mittel. Zur ersten Staffel 5. Armee der NVA gehörten beispielsweise vier motorisierte Schützendivisionen und zwei selbstständige Panzerregimenter der Sowjetarmee, während die zweite Staffel aus der 9. Panzerdivision bestand. Die Divisionen der ersten Staffel der Armee wurden wiederum in zwei Staffeln unterteilt, wobei die erste Staffel jeweils aus den motorisierten Schützenregimentern, die zweite Staffel aus den Panzerregimentern bestand.
Aufgabe der ersten Staffel im Angriff ist der Durchbruch durch die gegnerische Verteidigung und das Vortragen des Angriffs in die Tiefe. In der Verteidigung haben die Truppen der Ersten Staffel den Angriff überlegener Kräfte abzuwehren und ihre Stellungen zu behaupten.